# Сова соломонська
Сова соломонська (Asio solomonensis) — вид птахів родини совових (Strigidae). Ендемік архіпелагу Соломонових островів.

## Поширення
Вид поширений на острові Бугенвіль (Папуа-Нова Гвінея) та островах Шуазель і Санта-Ісабель (Соломонові Острови). Також можливі спостереження на острові Бука. Він зустрічається в старих низинних і пагорбових лісах, як правило, у первинних лісах, але також іноді на прилеглих вторинних лісах і узліссях до 2000 м над рівнем моря.

## Опис
Довжина тіла близько 38 см; довжина крила близько 300 мм, а хвоста — близько 170 мм. Лицевий диск іржаво-червонуватий з білою облямівкою. Внутрішня частина роговиці навколо дзьоба також біла. У сови верхня частина тіла має плямисте коричневе оперення, а нижня сторона інтенсивно коричнево-жовта з чорними смугами.

## Спосіб життя
Яскравою особливістю соломонської сови є її потужний дзьоб і великі кігті, які пов'язані з її способом життя. Цей вид на Соломонових островах є екологічним еквівалентом широко поширених на континентах великих пугачів. Незважаючи на відносно невеликі розміри, він здатний ловити більших тварин, таких як кускус і птахів середнього розміру. Своїм сильним дзьобом він розрізає здобич і поїдає її дрібнішими укусами.
Мало що відомо про репродуктивну поведінку соломонських сов, лише те, що їхні гнізда розташовані в отворах у гілках або ущелинах скель.